# Košare (Pljevlja)
Pour les articles homonymes, voir Košare.
Košare (en serbe cyrillique : Кошаре) est un village du nord du Monténégro, dans la municipalité de Pljevlja.

## Démographie

### Évolution historique de la population
| 1948 | 1953 | 1961 | 1971 | 1981 | 1991 | 2003 |
| ---- | ---- | ---- | ---- | ---- | ---- | ---- |
| 160  | 160  | 176  | 164  | 155  | 117  | 83   |